# Slava (festività)

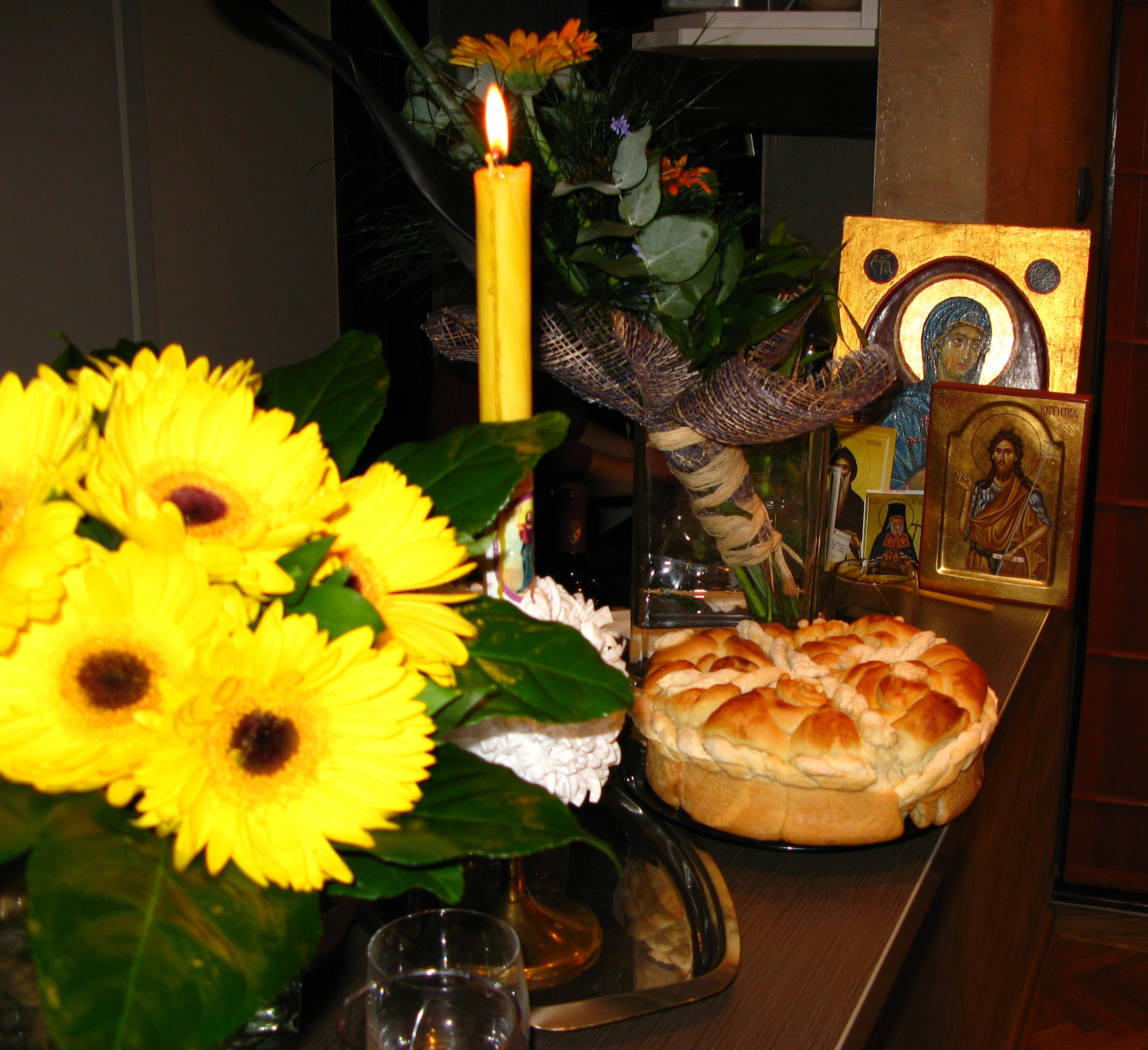
Tipica celebrazione della Slava, con icone, fiori e la Slavski kolač

La slava (in serbo Слава, ossia celebrazione) è una cerimonia tipica della cultura serba dedicata al santo patrono di una famiglia o, talvolta, di un'altra istituzione.
Di origine sconosciuta, forse legata al paganesimo oppure al primo battezzato della famiglia, è col tempo divenuta un importante elemento dell'identità culturale serba, tanto da essere inserita nel 2014 nel registro dei Patrimoni orali e immateriali dell'umanità dall'UNESCO.
Elementi tradizionali della celebrazione sono la benedizione della casa da parte di un sacerdote, la slavski kolač e la koliva, piatti che nella tradizione cristiana orientale simboleggiano la morte e la risurrezione di Gesù Cristo, e una candela che, bruciando per tutta la durata, simboleggia la fede e la presenza in casa del santo patrono.